# Joe Duddell
Joe Duddell (* 26. Juli 1972 in Norwich) ist ein britischer Komponist sowohl für klassische als auch für alternative Musik.

## Leben
Duddell studierte Musik an der University of Salford (Greater Manchester) und dann bei Steve Martland an der Royal Academy of Music (London).
Nach seinem Studium unterrichtete Duddell vier Jahre Komposition an der University of Exeter und nahm einen Lehrauftrag an der Brunel University in London wahr. Seit 2007 ist Duddell Dozent an der University of Salford in der Einheit School of Media, Music and Performance.
Seine Werke werden seit 2000 exklusiv durch Schott Music verlegt. 2003 war Duddell Composer in Residence beim Lichfield Festival und wurde im selben Jahr mit seinem Werk Not Waving but Drowning nominiert für die British Composer Awards. Seine Leidenschaft für klassische und alternative Musik gipfelte 2009 auf dem Manchester International Festival: Duddell arrangierte und komponierte Musik für einen gemeinsamen Auftritt der Rockband Elbow mit dem Hallé Orchestra, den er auch selbst in der ausverkauften Bridgewater Hall dirigierte.

## Werke
- The Realside für Sopran, Tenor, Chor und Orgel (1991)
- Dole Stages für Ensemble (1997)
- The Realside für Sopran, Tenor und gemischten Chor, optional Blechbläser (1999)
- Circle Square für Saxophonquartett (1999)
- Parallel Lines für Marimbaphon und Klavier (1999)
- Computation für Countertenor und Ensemble (1999)
- Fracture für Alt-Saxophon und Klavier (1999)
- Alberti Addic für Kammerensemble (2000)
- Vaporise für Klavier zu vier Händen (2000)
- Endgame für Bläserquintett (2001)
- Still Life für Bläserquintett (2001)
- Snowblind für Percussion und Streicher (2001)
- Generation für Cembalo und Streicher (2001)
- Tree Carving für Flöte, Viola und Harfe (2001)
- Not Waving but Drowning für Sopranstimme und Orchester (2001/2002)
- Two Men Hugging für Sopran, Saxophone und Klavier (2002)
- Ode to English für Chor a cappella (2002)
- Shadowplay für Cello und Kammerorchester (2002/2003)
- Ruby für Schlagzeug und Orchester (2003)
- Freaky Dancer für Vibraphon und Guitarrenquartett (2003)
- Temporal Keys für Orgel (2003)
- Scattered Black and Whites für Klavier (2003)
- New Dawn Fades für Streichorchester (2004)
- Arbor Low für Streichquartett (2004)
- Mnemonic für Flöte, Harfe und Streicher (2004)
- Leave This City für Klarinette und Klavier (2004)
- Hyper-ballad für zwei Streichquartette (2005)
- Isolation für Kammerorchester (2006)
- Protection für Bläserquartett (2006)
- Hyper-ballad für doppeltes Streichquartett (2006)
- Azalea Fragments für Orchester (2006)
- Grace Under Pressure für Ensemble (2007)
- 4 (mere) Bagatelles Transkription für Streichorchester (2007, rev. 2008)
- The Redwood Tree für sinfonisches Blasorchester (2008)
- Nightswimming für Klaviertrio (2008)
- Cease Sorrow Now für Bariton und Klavier (2009)
- Catch für Trompete und Marimba (2009)